# Skalka u Doks
Skalka u Doks là một làng thuộc huyện Česká Lípa, vùng Liberecký, Cộng hòa Séc.